# 布亚雷克
46°54′29″N 30°43′16″E / 46.90806°N 30.72111°E
布亚雷克（羅馬化：Buialyk），2024年9月前称为彼得里夫卡（羅馬化：Petrivka）或彼得罗夫卡，是烏克蘭西南部敖德萨州贝雷济夫卡区大布亚雷克市镇的鎮。處於伊万尼夫卡以南20公里，面積0.86平方公里，2011年人口4,647，人口密度每平方公里5,403.49人。
2024年9月19日，乌克兰最高拉达将此村的名字改为布亚雷克。

## 備註
1. ↑  俄语：，羅馬化：Petrovka